# Иваненко, Александр Васильевич
Александр Васильевич Иваненко (9 ноября 1961) — советский и российский футболист, вратарь.
В команде мастеров дебютировал в 1981 году в «Дружбе» Майкоп. В первенстве СССР также выступал в командах второй лиги «Цемент» Новороссийск (1982—1984, 1987—1991) и узбекских клубах «Наримановец» (1984) и «Сохибкор» (1986). В нескольких матчах за «Цемент» выходил на позиции полевого игрока, забил два гола. В первенстве России играл за команды первой и второй лиги «Спартак» / «Гекрис» Анапа (1992, 1994—1995), «Гекрис» Новороссийск (1993), «Океан» Находка (1996), «Торпедо» Армавир (1997), «Балаково» (1998—1999), «Реформация» Абакан (1999). Всего в первенстве страны провёл 541 матч.
В составе новороссийской команды чемпион и обладатель Кубка РСФСР 1988, участник финальных турниров второй лиги 1988 и 1989, переходного турнира между командами высшей и первой лиг 1993, участник матча 1/8 Кубка России 1993/94 против «Ростсельмаша» (2:1).
В 2002—2003 годах работал тренером в системе «Черноморца». Среди его воспитанников — Сергей Сукасян, Александр Руденко, Станислав Манев.